# Mouloud Hamrouche
Mouloud Hamrouche (arabisch مولود حمروش, DMG Mūlūd Ḥamrūš; * 3. Januar 1943 in Constantine) war von 1989 bis 1991 algerischer Ministerpräsident/Premierminister.
Hamrouche gehörte jahrelang zum Führungszirkel der FLN. Deshalb wurde er vom Staatspräsidenten Chadli Bendjedid zum Premierminister ernannt. In seiner Amtszeit unterstützte er dessen Reformtätigkeit.
Nach dem Ölpreissturz Mitte der 80er Jahre konnte die Zentralverwaltungswirtschaft in Algerien nicht mehr aufrechterhalten werden. Somit war eine Neuorientierung vonnöten, der Weg zur freien Marktwirtschaft lag in den Händen von Hamrouche.
In den späteren 1990er-Jahren entzweite er sich mit der Partei wegen deren Nähe zum Militär. Er trat bei den Präsidentenwahlen von 1999 als unabhängiger Kandidat an, erreichte aber mit 314.160 Stimmen (3,1 %) nur den fünften Platz.
| Personendaten    | Personendaten         |
| ---------------- | --------------------- |
| NAME             | Hamrouche, Mouloud    |
| KURZBESCHREIBUNG | algerischer Politiker |
| GEBURTSDATUM     | 3. Januar 1943        |
| GEBURTSORT       | Constantine           |